# 4-nitrofenolo 2-monoossigenasi
La 4-nitrofenolo 2-monoossigenasi è un enzima appartenente alla classe delle ossidoreduttasi, che catalizza la seguente reazione:
4-nitrofenolo + NADH + H+ + O2 ⇄ 4-nitrocatecolo + NAD+ + H2O
L'enzima è una flavoproteina (FAD).